# Marco Schober

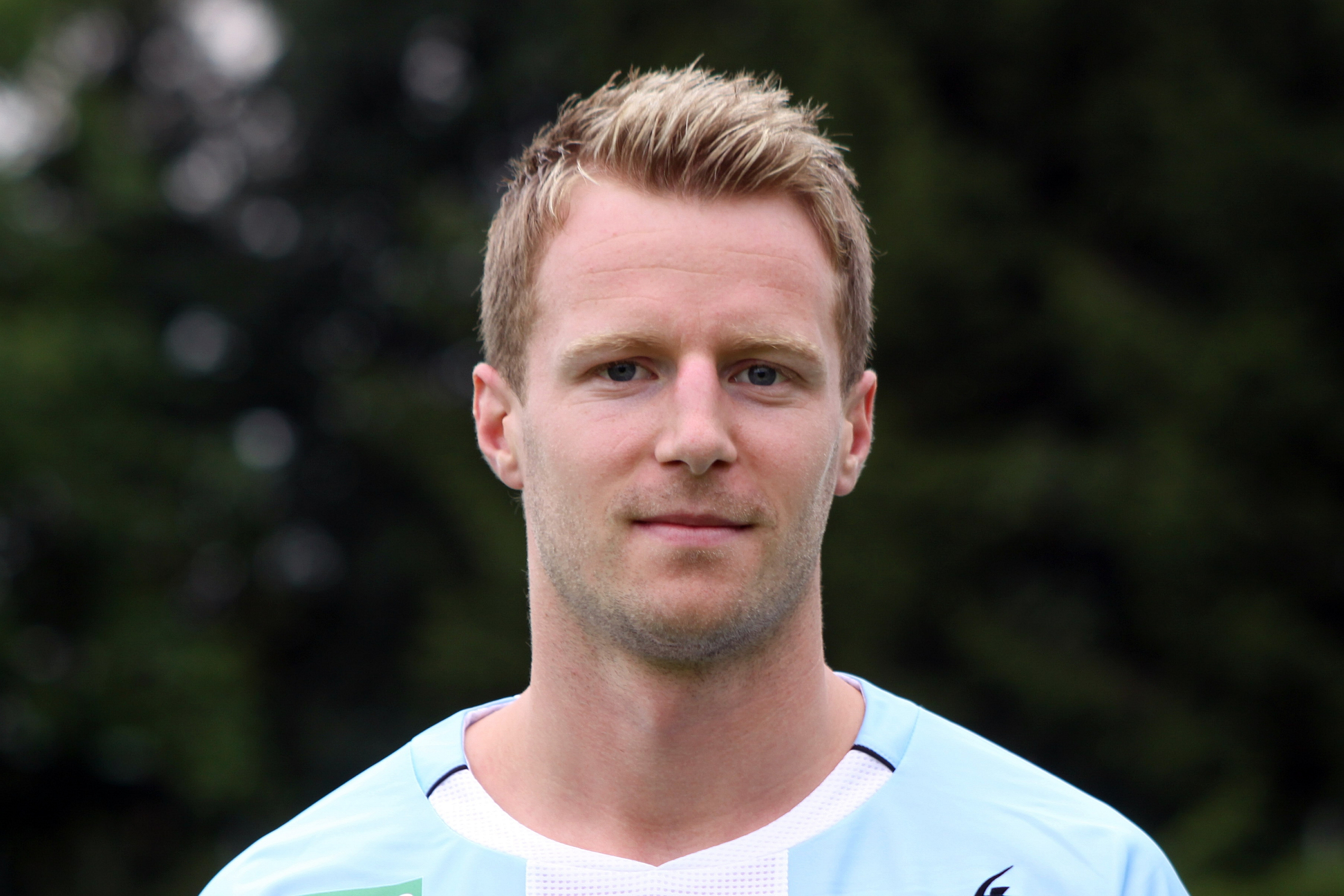
Marco Schober, 2009

Marco „Mirko“ Schober (* 15. Juni 1985) ist ein österreichischer Fußballspieler.

## Karriere
Im Alter von sieben Jahren begann Schober beim unterklassigen ATUS Bärnbach Fußball zu spielen. Am 17. Juli 2002 wechselte er in das Bundesnachwuchszentrum des damaligen Bundesligisten Grazer AK, wo er seine fußballerische Ausbildung vertiefen konnte.
Am 20. Juni 2002 wurde Schober vom Regionalliga Mitte-Verein ASK Voitsberg verpflichtet. Am 25. Jänner 2005 wechselte er zum Landesligisten ASK Köflach, wo sich der 172 Zentimeter große Stürmer auf Anhieb einen Stammplatz sichern konnte. Bei seinen sieben Einsätzen bis zum Sommer kam er auf neun Treffer. In der Saison 2006/07 kam er auf 24 Einsätze (vier Tore) und in der Meisterschaft 2007/08 auf 28 Einsätze (mit zwölf Treffern).
Dadurch wurde der TSV Hartberg auf Schober aufmerksam und verpflichtete ihn am 15. Juli 2008 für die Regionalliga Mitte. Dort bestritt er am 19. August 2008 beim 4:0-Heimsieg über den FC Kärnten seinen ersten Einsatz für die Hartberger, als er in der 81. Spielminute für Hannes Ritter eingewechselt wurde. Am 29. August 2008 trug sich Schober erstmals in die Torschützenliste der Hartberger ein, als er beim 5:1-Heimsieg gegen den SV Bad Aussee gleich mit einem Doppelpack erfolgreich war. Am Ende der Saison 2008/09 standen bei Schober 20 Einsätze und vir Tore zu Buche, womit er wesentlich zum Gewinn des Meistertitels und dem damit verbundenen Aufstieg in die Erste Liga beitrug.
Im Sommer 2009 unterschrieb Schober beim TSV Hartberg einen Vertrag als Fußballprofi. Am 24. Juli 2009 bestritt er beim 0:0-Unentschieden im steirischen Derby beim FC Gratkorn sein Profidebüt für die Hartberger, als er in der 39. Spielminute anstelle von Roland Kelbert aufs Feld kam. Am 21. August 2009 erzielte Schober seinen ersten Profitreffer, als er in der 25. Spielminute den 1:0-Heimsieg der Hartberger gegen den FC Lustenau 07 fixierte. Am Ende der Saison 2009/10 hatte er 29 Einsätze und zwei Tore aufzuweisen.
2012 wechselte Schober zum fünftklassigen FC Lankowitz in die Weststeiermark.

## Erfolge
- Meistertitel in der Regionalliga Mitte 2008/09